# Charles Fenerty
Charles Fenerty (gennaio 1821 – Lower Sackville, 10 giugno 1892) è stato un inventore e poeta canadese creatore del processo di produzione della pasta di legno per la fabbricazione della carta, che fu impiegato per la prima volta nella produzione di carta da giornale..
Fenerty era anche un poeta e scrisse oltre 32 poesie conosciute.

## Biografia
Fenerty era nato a Upper Falmouth, in Nuova Scozia. Era il più giovane di tre fratelli, che lavoravano tutti per il padre, taglialegna e agricoltore. Durante i mesi invernali, i Fenerty tagliavano le foreste locali per il legname, che poi trasportavano alla segheria di famiglia a Springfield Lake. I Fenerty spedivano il loro legname ai cantieri navali di Halifax, dove veniva esportato o utilizzato localmente. I Fenerty avevano circa 4 km2 di terreno agricolo e spedivano la maggior parte dei loro prodotti ai mercati di Halifax.
Da giovane, Fenerty iniziò a scrivere poesie; la sua prima poesia (conosciuta), scritta quando aveva 17 anni, era intitolata "The Prince's Lodge" (in seguito ribattezzata "Passing Away" e pubblicata nel 1888). Descriveva una casa abbandonata e in rovina che si affaccia sul bacino di Bedford vicino ad Halifax. La loggia era stata costruita decenni prima dal principe Edward Augustus, duca di Kent e Strathearn, che in seguito era tornato in Inghilterra.

## Invenzione di carta da pasta di legno
Ogni volta che Fenerty trasportava legname verso Halifax, passava davanti alle cartiere locali e talvolta si fermava a guardare il processo di lavorazione, poiché c'erano molte somiglianze tra legname e cartiere. A quei tempi la carta era prodotta da stracci, cotone e altre fibre vegetali, una tecnica utilizzata per quasi 2000 anni. La domanda di carta superava l'offerta di stracci e l'Europa iniziò a ridurre le spedizioni di cotone verso il Nord America.
Fenerty aveva appreso che anche gli alberi hanno fibre, attraverso discussioni con il naturalista Titus Smith. All'età di 17 anni (intorno al 1838) iniziò i suoi esperimenti sulla produzione di carta dal legno. Nel 1844, aveva perfezionato il processo (incluso lo sbiancamento della polpa). In una lettera scritta da un membro della famiglia intorno al 1915 si menziona che Charles Fenerty aveva mostrato un campione grezzo del suo prodotto a un amico di nome Charles Hamilton nel 1840 (un parente della sua futura moglie), sebbene il membro della famiglia in questione avrebbe avuto allora intorno agli 8 anni. Il 26 ottobre 1844 Charles Fenerty portò un campione della sua carta al principale giornale di Halifax, l'Acadian Recorder, a cui aveva scritto una lettera sulla nuova invenzione dicendo:
Rimango, Signori, il vostro umile servitore,

Charles Fenerty.»
(The Acadian Recorder

Halifax, N.S.

Saturday, October 26, 1844)
Altri inventori avevano usato il legno per fare la carta. Nel XVIII secolo uno scienziato francese di nome René Antoine Ferchault de Réaumur suggerì che la carta potesse essere prodotta dagli alberi. La sua teoria catturò l'interesse di Matthias Koops, che nel 1800 sperimentò la fabbricazione della carta comprimendo e facendo aderire paglia e trucioli di legno.

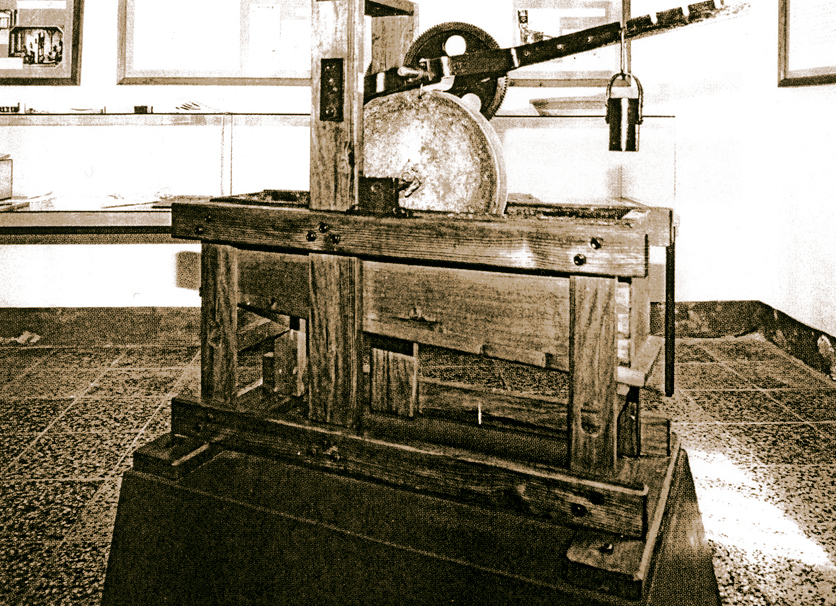
La rettificatrice per legno di F.G. Keller c.1854.

Intorno al 1838 il tessitore tedesco Friedrich Gottlob Keller lesse il rapporto di Réaumur. Ignaro di Fenerty al di là dell'oceano, lo sperimentò per alcuni anni e, nel 1845, un anno dopo la lettera di Fenerty al giornale, ottenne un brevetto in Germania per il processo di pasta di legno macinata per la produzione della carta. In quello stesso anno Henry Voelter acquistò una partecipazione al brevetto per circa cinquecento dollari e iniziò a produrre carta. Keller non ebbe successo finanziario e in seguito non fu in grado di permettersi di rinnovare il brevetto e Voelter venne accreditato in Germania come il primo a produrre carta dalla pasta di legno.

## Poesia e viaggio
Fenerty era anche un noto poeta del suo tempo, e pubblicò più di 35 poesie (note). Alcuni dei titoli più noti erano: "Betula Nigra" (su un albero di betulla nera), "Essay on Progress" (pubblicato nel 1866), e "The Prince's Lodge" (su Prince Edward Augustus, Duca di Kent e Strathearn, scritto intorno al 1838 e pubblicato nel 1888). Nell'ottobre 1854 vinse il primo premio per "Betula Nigra" alla Nova Scotia Industrial Exhibition.

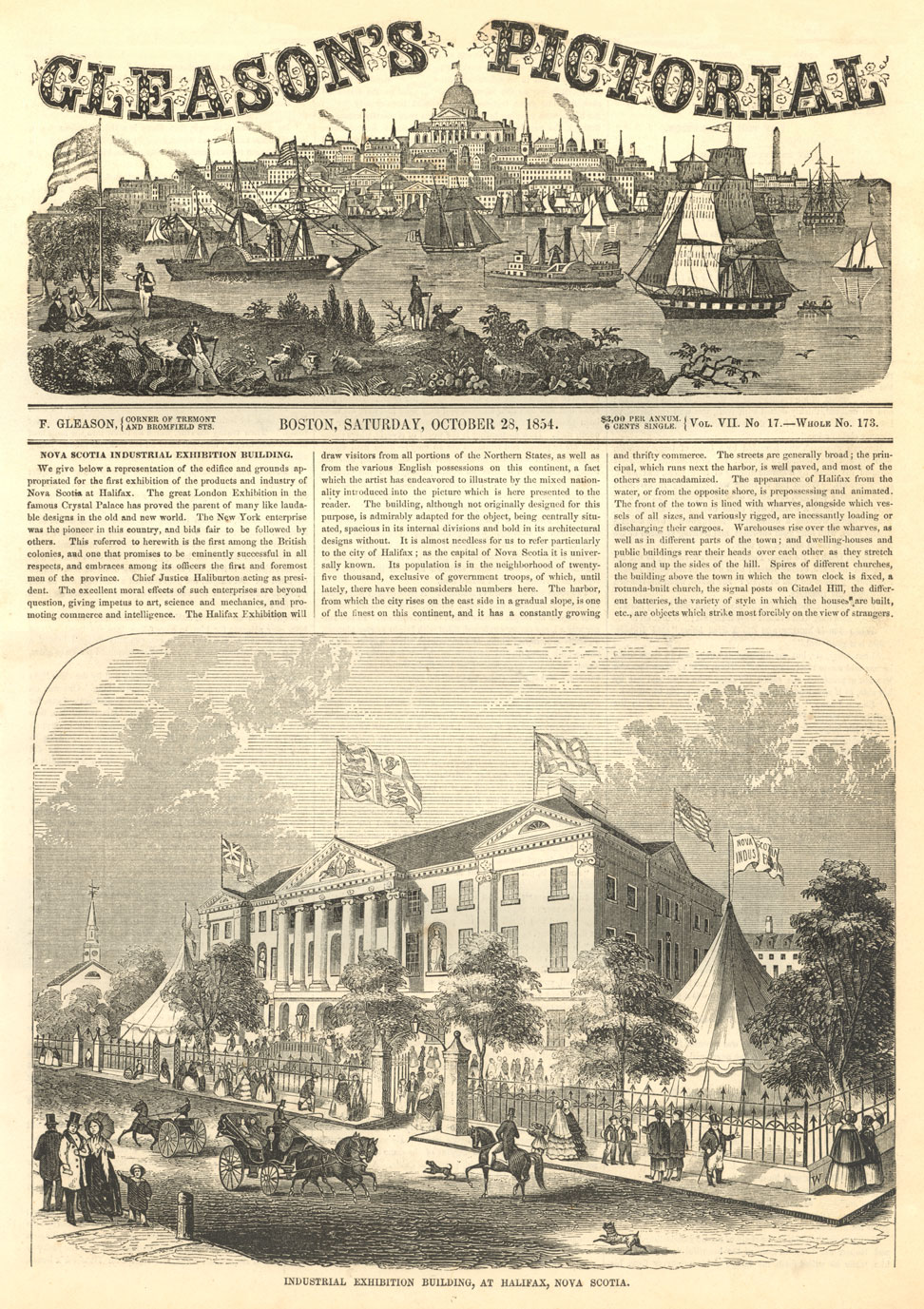
Mostra industriale della Nuova Scozia del 1854

Fenerty fece lunghi viaggi in tutta l'Australia tra il 1858 e il 1865, vivendo la corsa all'oro australiana, e poi tornò ad Halifax. Fu coinvolto nella Chiesa e ricoprì diversi incarichi ad Halifax: misuratore di legno, addetto al censimento, guardiano della sanità, esattore delle tasse per la sua comunità e sorvegliante dei poveri.

## Morte ed eredità
Poca attenzione è stata data all'invenzione di Fenerty, e lui stesso non sviluppò mai la sua invenzione né ottenne un brevetto su di essa. Diede inizio ad una nuova industria ma oggi la maggior parte delle persone attribuiscono a F.G. Keller l'invenzione.
La carta in pasta di legno cominciò lentamente ad essere adottata dalle cartiere. I giornali tedeschi furono i primi ad adottare la nuova carta, poi altri giornali fecero il passaggio dagli stracci alla pasta di legno. Ben presto ci furono mulini in tutto il Canada, negli Stati Uniti e in Europa, e più tardi nel resto del mondo. Una cartiera di pasta di legno venne eretta vicino alla città natale di Fenerty. Alla fine del XIX secolo quasi tutti i giornali del mondo occidentale utilizzavano carta da giornale in pasta di legno.
Fenerty morì il 10 giugno 1892 nella sua casa di Lower Sackville, in Nuova Scozia, a seguito di un'influenza.

## Poesie di Charles Fenerty
- The Prince's Lodge (la sua prima poesia conosciuta, composta intorno al 1837)
- Betula Nigra (che vinse un premio letterario)[18]
- Battle of the Alma
- In Memoriam of James Montgomery
- The Relic
- Hid Treasure: Canto I
- Hid Treasure: Canto II
- Hid Treasure: Canto III
- To a Rich Miser
- The Saxon's Sentimental Journey
- The Tao-Aspiring Poet
- A Lilt of Skibbereen
- Reason and Faith
- Hymn
- The Man of God
- Farewell to Australia (1865)
- The Voyagers on Gennesaret
- Keep the Heart Young
- Essay on Progress
- The Decline of Spain
- Lex Talionis
- The Blind Lady's Request
- Early Piety
- Terra Nova
- To a Meteorite
- The Sentinel Rose
- In Memoriam
- The Wreck of the Atlantic
- Sir Provo Wallis (l'ultima sua poesia conosciuta, 1892)
- Passing On
- Eighteen Hundred and Two
- Howe

## Riconoscimenti
Nel Canada Day del 1987, il Canada Post presentava Fenerty su uno dei quattro francobolli che commemoravano gli inventori canadesi nelle comunicazioni.